# Duizel
Duizel est un village néerlandais de la commune d'Eersel dans la province du Brabant-Septentrional. Duizel est situé à deux kilomètres à l'ouest d'Eersel. Jusqu'en 1922 Duizel appartenait à la commune de Duizel en Steensel.